# 教科用図書検定規則
教科用図書検定規則（きょうかようけんていきそく、平成元年4月4日文部省令第20号）は、学校教育法（昭和22年法律第26号）第21条第1項（同法第40条 、第51条、第51条の9第1項及び第76条において準用する場合を含む。）に規定する教科用図書の検定に関し必要な事項について定めた文部省（現在の文部科学省）の省令である。
1989年（平成元年）、学校教育法第88条の規定に基づき、旧教科用図書検定規則（昭和52年文部省令第32号）の全部が改正されたのが現在の規則である。

## 構成
- 第一章 総則（第1条 - 第3条）
- 第二章 検定手続（第4条 - 第12条）
- 第三章 検定済図書の訂正（第13条・第14条）
- 第四章 雑則（第15条 - 第18条）
- 附則